# Инусе (острова, Месиния)
Ину́се (греч. Οινούσσες) — группа островов в Ионическом море, принадлежащая Греции и расположенная к югу и западу от мыса Акритас (Ακρίτας) у юго-западного побережья Пелопоннеса. Острова входят в общину (дим) Пилос-Нестор в периферийной единице Месинии в периферии Пелопоннес. Население 2 жителя по переписи 2011 года, все проживают на острове Сапьендза. В группу входят острова Сапьендза, Айия-Марина, Схиза и Венетико, а также островки Дуо-Аделфия (Δύο Αδέλφια) и Боба (Μπόμπα) у Сапьендзы, и скалы Петрокараво (Πετροκάραβο) и Формилес (Φόρμιλες) к югу от Венетико. Крупнейшие острова — Схиза (12,13 квадратного километра) и Сапьендза (9,018 квадратного километра).
К западу от островов Инусе находится впадина Калипсо глубиной 5267 метров.

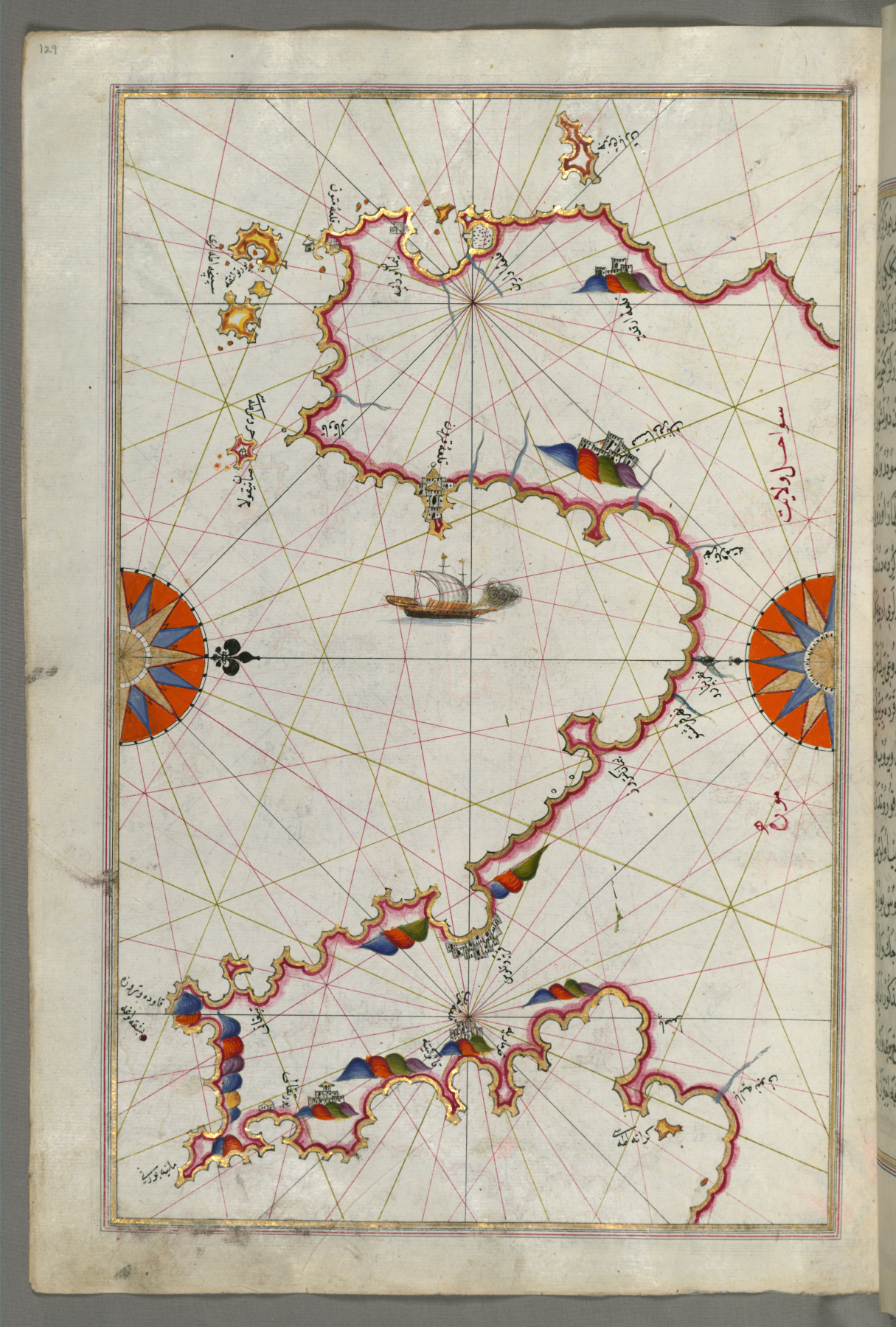
Пири-реис. Карта залива Месиниакос. Художественный музей Уолтерс

Острова Инусе входят в сеть «Натура 2000».

## История
Упоминаются Павсанием как Энуссы (др.-греч. Οἰνοῦσσαι). Плиний Старший пишет о трёх островах Энуссы. Название Энуссы (Инусе) означает «богатые превосходным вином» от др.-греч. οἶνος «вино». Отцом Мофоны, по имени которой по Павсанию был назван соседний город Метони, был Эней, который по преданию первым получил от Диониса в дар виноградную лозу.
Острова были территорией периэков в период после Мессенских войн, когда Мессения была под властью Спарты. Археологические находки свидетельствуют о существовании поселений в римский период на двух больших островах.
В период франкократии в 1209 году острова отошли Венецианской республике, вместе с Метони и Корони. Сапьендза, Венетико и Элафонисос использовались в качестве промежуточных пунктов на торговом пути между Генуей, Эгейским морем и восточным Средиземным морем. После заключения Нимфейского договора в 1261 году, торговые пути продлились до Константинополя и Чёрного моря. В 1354 году в битве у Сапьендзы в ходе венециано-генуэзской войны венецианский флот был разбит.
После завоевания венецианцами Мореи в 1687 году в ходе Великой Турецкой войны и до 1718 года, когда в ходе турецко-венецианская войны турки вытеснили венецианцев с Пелопоннеса, острова административно принадлежали к Элафонисосу, а он в свою очередь к Керкире. По Пожаревацкому миру Венеция сохранила за собой острова Инусе в составе Ионических островов. С 1815 года входили в состав Ионической республики, протектората Великобритании. В ходе Греческой революции острова Инусе были базой повстанцев. После создания в 1832 году королевства Греции Инусе были объектом спора между Грецией и Британией. В 1864 году по Лондонскому договору острова Ионической республики отошли Греции.